# Podul de la Hermalle-sous-Huy
Podul de la Hermalle-sous-Huy (în franceză Pont de Hermalle-sous-Huy) este un pod rutier pe arce care face legătura între satul Mallieue din comuna belgiană Saint-Georges-sur-Meuse, situată pe malul stâng, și Hermalle-sous-Huy, un sector al comunei Engis, situată pe malul drept. Podul traversează fluviul Meuse la km 88+816 și este traversat de drumul național N617D.

## Istoric
Pe 13 iulie 1861, Consiliul Provincial Liège a discutat o solicitare de modificare a frontierei administrative a comunelor Saint-Georges-sur-Meuse și Hermalle-sous-Huy, deoarece satul Mallieue dorea să fie atașat comunei (la acea vreme) Flône. Unul din motivele invocate era faptul că elevii din Mallieue erau obligați să traverseze zilnic cu bacul fluviul Meuse, până la școala din Hermalle și înapoi. Un proiect de pasarelă metalică a fost elaborat în anul 1894, însă aceasta nu a fost construită.
În 1908, în urma eforturilor conjugate ale autorităților locale și deputatului de Huy-Waremme, în zonă au început lucrările la un pod rutier pe arce care să lege cele două maluri. Podul a fost inaugurat pe 11 iulie 1909 și avea o lungime totală de 175 m, cu patru deschideri: 44,50 m + 48 m + 44,50 m + 28 m. Acest prim pod a costat 205.800 de franci și a fost realizat din beton armat, din motive de costuri mai reduse și rapiditate a construcției. Testele de încărcare s-au efectuat prin rularea pe pod a unor locomotive de 30 de tone, cu trei osii, tractând vagoane de 14 tone, cu două osii. În total, pe pod a fost aplicată o încărcătură de 70 de tone, respectiv 400 kg/m2.
În noaptea de 4 spre 5 august 1914, în jurul orei 04:00, la ordinele armatei belgiene, detașamentul de geniști comandat de locotenentul Beaupain a dinamitat podul pentru a încetini invazia germană din Primul Război Mondial.
După război, pe același amplasament a fost construit un pod identic, lung de 175 m și cu patru deschideri de 44,50 m + 48 m + 44,50 m + 28 m. Lucrarea a fost realizată între anii 1923 și 1924 și a avut aceeași soartă ca primul pod, fiind dinamitată de geniștii belgieni pe 11 mai 1940, în timpul invadării Belgiei de către trupele naziste.
Lucrările de construcție a podului actual au fost efectuate între 1947 și 1948. În septembrie 1947, în timpul execuției, prăbușirea uneia dintre arce a condus la căderea în apele fluviului a 12 muncitori, din care 7 și-au pierdut viața. Podul a fost inaugurat pe 10 noiembrie 1948 și este în continuare în serviciu.

## Descriere
Din punct de vedere al structurii de rezistență, podul de la Hermalle-sous-Huy este unul pe arce cu calea sus și are trei deschideri, cu lungimile de 47,97 m + 49,27 m + 47,97 m. Podul are o lungime totală de 145,21 m, este prevăzut cu două trotuare pietonale și este traversat de drumul național N617D, a cărui cale de circulație are două benzi cu lățimea de 3,00 m fiecare.
După natura materialului folosit, podul de la Hermalle-sous-Huy este realizat din beton armat.